# Robbie Buchanan
Robbie Buchanan (* 23. Februar 1996 in Blantyre) ist ein schottischer Fußballspieler.

## Karriere
Robbie Buchanan wurde 1996 in Blantyre 15 km südöstlich von Glasgow geboren. Bis zu seinem dreizehnten Lebensjahr spielte er in der Jugend für die Glasgow Rangers, bevor er im Jahr 2009 nach Edinburgh zu Heart of Midlothian kam. Am 20. August 2014 gab Buchanan sein Profidebüt für die Hearts gegen den FC Livingston in der 2. Runde des Challenge Cup. Sein Debüt in der Liga gab Buchanan zwei Monate später im Edinburgh Derby gegen Hibernian. Im Januar 2015 wurde Buchanan für den Rest der Saison 2014/15 an den FC Cowdenbeath verliehen. Nachdem sein Vertrag in der Hauptstadt bis 2017 verlängert wurde, folgte eine weitere Leihe nach Cowdenbeath bis November 2015.

## Erfolge
mit Heart of Midlothian:
- Schottischer Zweitligameister: 2015